# Efe Jerry Obode
Efe Jerry Obode (* 14. Februar 1989) ist ein nigerianischer Fußballspieler.

## Karriere
Efe Jerry Obode spielte von 2009 bis 2010 beim Tishreen SC. Der Verein aus der syrischen Hafenstadt Latakia spielte in der ersten Liga, der Syrian Premier League. Wo er vorher gespielt hat, ist unbekannt. Mitte 2010 verließ er Syrien und ging nach Thailand. Hier unterschrieb er einen Vertrag bei Samut Songkhram FC. Der Verein, der in der ersten Liga, der Thai Premier League, spielte, ist in Samut Songkhram beheimatet. Hier stand er bis Mitte 2011 auf dem Platz. Der irakische Club Erbil SC nahm ihn ab 2011 unter Vertrag. Mit dem Club aus Erbil spielte er in der ersten Liga, der Iraqi Premier League. Die Saison 2011/2012 wurde er mit dem Club irakischer Fußballmeister. Außerdem stand er 2012 mit Erbil im Finale des AFC Cup, dass man aber mit 0:4 gegen al Kuwait SC verlor. 2013 wechselte er wieder nach Thailand. Der Erstligist Pattaya United aus dem Seebad Pattaya nahm ihn unter Vertrag. Ende der Saison stieg er mit dem Verein als 17. der Tabelle in die zweite Liga ab. Mitte 2014 wechselte er nach Trat zum Ligakonkurrenten Trat FC. Hier spielte er bis Mitte 2015. Im Juli wechselte er zur Rückserie in die dritte Liga, der Regional League Division 2, wo er sich dem Udon Thani FC aus Udon Thani anschloss. Nach sechs Monaten verließ er Udon Thani und wechselte zum Ligakonkurrenten Phrae United FC nach Phrae. Mitte 2017 wechselte er nach Bangkok. Hier unterschrieb er einen Vertrag beim MOF Customs United FC, einem Verein, der in der neu gegründeten dritten Liga, der Thai League 3, spielte. Bis Mitte 2018 spielte er elfmal in der Upper-Region der dritten Liga. Im Juni nahm ihn der ebenfalls in der dritten Liga spielende WU Nakhon Si United aus Nakhon Si Thammarat unter Vertrag. Nach sechs Monaten ging er Anfang 2019 nach Phuket, wo er einen Vertrag beim Phuket City FC unterschrieb. Für Phuket absolvierte er sechs Drittligaspiele und schoss dabei fünf Tore. Anfang 2020 wurde er vom Ligakonkurrenten Krabi FC unter Vertrag genommen. Nach der Hinserie 2021/22 wechselte er im Dezember 2021 zum Kabin United FC. Der Verein aus Kabin Buri spielt ebenfalls in der dritten Liga. Kabin startet in der Eastern Region.

## Erfolge
Erbil SC
- Iraqi Premier League

Meister: 2011/2012
- AFC Cup

2. Platz: 2012